# Rocky Mount Challenger 2002
Il Rocky Mount Challenger 2002 è stato un torneo di tennis facente parte della categoria ATP Challenger Series nell'ambito dell'ATP Challenger Series 2002. Il torneo si è giocato a Rocky Mount (Carolina del Nord) negli Stati Uniti dal 13 al 18 maggio 2002 su campi in terra verde.

## Vincitori

### Singolare
Robby Ginepri ha battuto in finale  Alex Kim con il punteggio di 6–3, 6–4

### Doppio
Mark Merklein /  Eric Taino hanno battuto in finale  Huntley Montgomery /  Brian Vahaly con il punteggio di 6–3, 6–4